# مصطفى مهديفيكيا
مصطفى مهديفيكيا (بالفارسية: مصطفی مهدوی‌کیا) هو لاعب كرة قدم إيراني في مركز الوسط، ولد في 16 سبتمبر 1984 في طهران في إيران. لعب مع نادي الوند همدان ونادي برسبوليس ونادي بنك ملي إيران ونادي فجر شهيد سباسي.